# Abu Ubaide Abedalá Albacri
Abu Ubaide Abedalá ibne Abdalazize ibne Maomé Albacri (Abū ʿUbayd ʿAbd Allāh ibn ʿAbd al-ʿAzīz ibn Muḥammad al-Bakrī; Huelva, 1014–1094) foi um geógrafo e historiador hispano-muçulmano. Filho de um governador de província, Albacri passou sua vida no Alandalus, vivendo em Córdova, e nunca viajou para outros locais sobre os quais escreveu.
Albacri escreveu sobre a Europa, Norte da África, e península da Arábia. Suas primeiras obras foram Kitāb al-Masālik wa-al-Mamālik ("Livro de Estradas e Reis") e Mu'jam. A primeira foi escrita em 1068, baseada na literatura e relatos de mercadores e viajantes, incluindo Iúçufe Aluarraque e Abraão bem Jacó. Seus trabalhos são notáveis pela objetividade com que ele escreve. Para cada área que ele apresenta, são descritas as pessoas e seus costumes, além da geografia, o clima e as principais cidades, além de inúmeras anedotas. Infelizmente, parte de seu trabalho foi perdido. A cratera Albacri na Lua foi nomeada assim em sua homenagem.

## Vida
Albacri nasceu em Huelva, filho do emir da taifa de Huelva e Saltes. Quando seu pai foi deposto por Almutadide mudou-se para Córdova onde estudou com o geógrafo Aludri e com o historiador ibne Haiane. Passou toda sua vida no Alandalus, sobretudo em Sevilha e Almeria. Nunca viajou para os locais que descreveu.

## Obra
Albacri escreveu sobre a Europa, o Norte de África, e a península Arábica. Duas de suas obras sobreviveram. O texto Mu'jam mā ista'jam contém uma lista de topônimos, principalmente na península Arábica, com uma introdução que dá informações geográficas gerais. Sua obra mais importante é Kitāb al-Masālik wa-al-Mamālik ("Livro das Estradas e dos Reinos"). Escrito em 1068, baseia-se na literatura e em relatos de mercadores e de viajantes, incluindo Maomé ibne Iúçufe Aluarraque (904-973) e Abraão ben Jacó.
É uma das fontes mais importantes para a história do Ocidente Africano, e contém informações cruciais sobre o Império do Gana a dinastia dos Almorávidas e o comércio transaariano. Embora o material proveniente de Iúçufe Aluarraque date do século X, ele também inclui informação sobre acontecimentos mais próximos ao tempo em que escreve.
Albacri menciona os primeiros centros no comércio transaariano a aderir ao Islão. No final do século X Gao era um dos poucos locais ao longo do Rio Níger com habitantes nativos Muçulmanos, seguido pouco depois por outros reinos às margens do grande rio: Tacrur (Senegal); Songai (Mali); Canem (Chade); e os territórios Hauçá (Nigéria). No século XI, ele descreve em Livro das Estradas e dos Reinos como informações sobre estas e outras cidades Islâmicas florescentes chegam ao Alandalus no Sul da Espanha:
| “ | A capital de Gana consiste em duas cidades situadas em uma planície", "Uma dessas cidades, que é habitada por Muçulmanos, é grande e tem doze Mesquitas em uma das quais se reúnem para a oração da sexta feira. Há imames e almuadens pagos, bem como Jurisconsultos e Sábios. | ” |

Sua obra é notável pela objetividade na apresentação. Para cada região ele descreve o povo e seus costumes, bem como a geografia, o clima e as cidades principais. Esta informação também aparece na sua geografia da península Arábica e na enciclopédia do mundo escrita por ele. Além disso ele apresenta informação anedótica sobre cada local. Infelizmente, partes da sua obra principal foram perdidas e muitas das porções que sobreviveram
nunca foram publicadas.